# Matej Beňuš
Matej Beňuš (født 2. november 1987) er en slovakisk kanoroer, der konkurrerer i slalom.
Han repræsenterede Slovakiet ved sommer-OL 2016 i Rio de Janeiro, hvor han tog sølv i C-1.
Under sommer-OL 2020 i Tokyo, som blev afholdt i 2021, blev han nummer 6 i C-1.